# Mansfeldisch
Das Mansfeldische ist ein Dialekt, welcher sich nur auf die Region Hettstedt-Mansfeld und Eisleben bezieht. In den Grunddörfen (zwischen Eisleben und Helbra gelegen) ist dieser Dialekt in seiner Urform zum Teil noch heute sehr ausgeprägt, aber nicht nur dort. Das Mansfeldische ist eine Nordostthüringer Mundart auf niederdeutschem Substrat.

## Verbreitung
In der Region, in der Mansfeldisch gesprochen wird, im Gebiet der ehemaligen Grafschaft Mansfeld, gibt es solche Landschaften wie zum Beispiel das Friesenfeld, das ist eine Landschaft, in der sich Friesen ansiedelten, um weitreichende Trockenlegungsarbeiten durchzuführen. Ganz in der Nähe befindet sich der Engilin. Dass beide Bezeichnungen auf Stämme zurückgehen, die weit aus dem Norden stammten – Friesen, Angeln – steht außer Zweifel.
Das Mansfeldische wurde vor allem durch die harte Arbeit der Bergleute und Bauern „gepflegt“.
So wird zum Beispiel der Ortsname Helbra zu „Helwer“ oder auch „Hälwer“. Eine Erklärung des Ortsnamens kann man bei Größler finden.
Das „e“ wird vielmals als „ä“ gesprochen. Wörter wie „runter“, „herauf“ und „hinauf“ werden „runger“ und „roff“ oder auch „noff“ gesprochen. So hört sich zum Beispiel der Satz „Kommst Du mal runter?“ wie folgt an: „Kämmeste moal runger?“. Diese Bildungen haben Nordthüringer Charakter. „Kinder“ werden zu „Kinger“ und „finden“ zu „fingen“. Ein weiteres Beispiel ist das Wort „haben“, welches sich in der Lautsprache in „hammse“ in Bezug auf eine Frage ändert. Diese Aussprache „hammse“ ist allerdings eine Anpassung an die obersächsische Aussprache, im ursprünglichen Mansfeldischen heißt es „hawwense“.
Mansfeldisch gliedert sich in: das härzische Mansfeldische, das Stadt-Mansfeld-Hettstedt-Gerbstedtische Mansfeldische, das eigentliche Mansfeldische und das sälsche Mansfeldische.

## In den Medien
Das Mansfeldische wird regelmäßig in Formaten des halleschen Radiosenders MDR Sputnik parodiert. Im Format Sputnik-Mailbox spricht dabei u. a. ein fiktiver Kommissar Meiner im Dialekt auf eine Mailbox. Sein Name ist dabei eine Anspielung auf die im Mansfelder Raum häufig hörbare Anrede Meiner.
Das Comedyduo Elsterglanz aus Eisleben verwendet in seinen Werken prominent das Mansfeldische. Es veröffentlichte in der Vergangenheit Sketche, Lieder und zwei Spielfilme, die in mehreren ostdeutschen Kinos gezeigt wurden (Im Banne der Rouladenkönigin und Elsterglanz und der Schlüssel für die Weibersauna).